# Louis Gressier
Louis Gressier, né le 12 mai 1897 à Boulogne-sur-Mer (Pas-de-Calais) et mort le 14 janvier 1959 à Boulogne-sur-Mer, est un rameur français. 

## Biographie
Louis Gressier, mareyeur de profession, est membre de l'Émulation nautique boulonnaise. Il participe à l'épreuve de quatre avec barreur aux Jeux olympiques d'été de 1924 à Paris, et remporte la médaille de bronze.